# Departamento de Florida
Florida es uno de los diecinueve departamentos que componen la República Oriental del Uruguay. Su capital es la homónima Florida.
Está ubicado en el centro-sur del país, limitando al norte con Durazno, al noreste con Treinta y Tres, al este con Lavalleja, al sur con Canelones y al oeste con San José y Flores. La superficie total del mismo es de 10 417 km², y tiene una población de 67 048 habitantes según el censo de 2011.

## Historia
El departamento de Florida fue creado por ley el 10 de julio de 1856, si bien su primer emplazamiento urbano, Fortín del Pintado, se remonta al año 1760. Debido a que las haciendas de los montevideanos eran saqueadas de forma continua, el Cabildo mandó a construir un fuerte llamado San Juan Bautista de la Frontera (Pintado) para su protección. Esto dio una relativa seguridad a los pobladores, que decidieron colocar su ganado a los alrededores del recinto, dando lugar a otro asentamiento próximo a la cuchilla sobre la Guardia del Pintado.
Con el paso del tiempo y el incremento de población, se erigió la primera capilla destinada a Nuestra Señora de Luján, que fue donada por María Rosa Falanca y su hijo, tras el deceso de su marido el indio terrateniente Antonio Díaz.
Hacia 1805, Benito Lué y Riega, obispo de Buenos Aires, levantó una nueva iglesia a pedido sus moradores, y en 1809, el virrey Santiago de Liniers nombró al presbítero Santiago Figueredo como nuevo cura de la zona. Este favorecería la creación de un pueblo a instancias del Cabildo de Montevideo, siendo asesorado por el procurador Bernardo Suárez.
El 24 de abril de ese mismo año, Figueredo en compañía de tres portavoces en representación de la comunidad enunciaron en voz alta: "La villa de San Fernando de la Florida está erigida por su majestad nuestro amado monarca."
De esta manera nacería la villa oriental, que sería más adelante el escenario de la declaratoria de la independencia nacional.
La población recibió el nombre del quien era en ese entonces Fernando VII, rey de España, y del ministro de Carlos III, José Moñino, conde de Florida y futuro primer presidente de la Junta Central de España y de las Indias.

### Florida en el auge de la revolución independentista

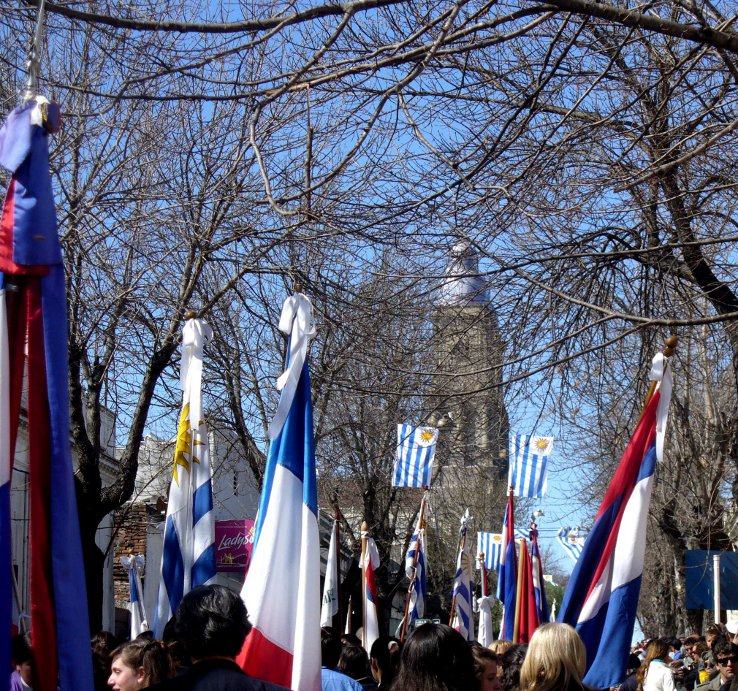
Desfile del 25 de agosto. Al fondo la Basílica

Luego de que la Provincia Oriental fuera invadida y tomada por los portugueses en 1816, y con Lecor en el mando, el gobierno se distanció del poder bonaerense creándose la nueva Provincia Cisplatina.
Durante casi cinco años el territorio se encontró sujeto a la voluntad lusitana, y tras la independencia de Brasil, la antigua Banda Oriental pasaría a integrar parte de su Imperio.
Fue entonces cuando el 19 de abril de 1825 un grupo de treinta y dos hombres armados y liderados por el general Juan Antonio Lavalleja, abrió paso desde su exilio en Argentina y desembarcó en la playa de la Agraciada de Soriano.
Un gobierno provisorio compuesto por síndicos de los Cabildos, se crea el 14 de junio instalando su sede en la Villa de San Fernando. Con el acuerdo del 20 de agosto, la provincia consigue una propia junta de Representantes bajo la vigilancia de Luis Eduardo Pérez, su primer presidente.
En las postrimerías de la sesión inaugural de la Junta el 25 de agosto de 1825, se aprobaron tres leyes elementales: la de Independencia, la de Unión y la ley del Pabellón.
Esta propuesta sería presentada en la Convención Preliminar de Paz de 1828 en Río de Janeiro, con la participación de los gobiernos argentino y brasileño, y de un tercero, Inglaterra.
Con la aprobación del estatuto, la provincia Cisplatina se convertiría en un país libre e independiente bajo el nombre de República Oriental del Uruguay, en alusión a su ubicación geográfica y en virtud de la cual se había recibido la antigua denominación de Banda y de Provincia Oriental.
La Piedra Alta, donde se vivió la declaratoria de la independencia uruguaya, se encuentra hoy visible en el Prado de la ciudad de Florida, a orillas del río Santa Lucía Chico.

## Geografía

Mapa del departamento de Florida, con sus principales localidades y carreteras.

La situación geográfica del departamento favorece la comunicación con la capital del país, y sirve de cruce directo entre norte y sur, promoviendo la movilización interna de sus habitantes, que viajan a Montevideo por asuntos laborales o culturales.

### Orografía
Florida presenta una diversa topografía — llanura platense y penillanura cristalina — que comprende tanto zonas serranas, como ásperas y pedregosas de Illescas en la mayor parte del límite con los departamentos de Lavalleja y Treinta y Tres. Asimismo posee pasturas húmedas y ricas en Maciel, Sarandí, costas del arroyo de la Virgen próximo a 25 de Agosto y Cardal, o, en Río Viejo, circundante a San Ramón. Dispone además de cerrilladas graníticas con coronillas, talas y espina de la cruz, sobre campos de pasturas consistentes y productivos bajos en Isla Mala y en las contigua franja costera del arroyo Santa Lucía Chico. El paisaje incluye las modestas cuchillas del Pintado, San Gabriel y Palermo en los confines de la capital, cerros ásperos, abundantes en hierro y cuarzo; campos de arena, como en Talita, o con una fina capa de tierra fértil, como en Santa Teresa, Juncal y la Macana. La Cuchilla Grande cruza el departamento de punta a punta, originando la rama meridional de la cuchilla Grande del Este, que se adentra en el departamento serrano.

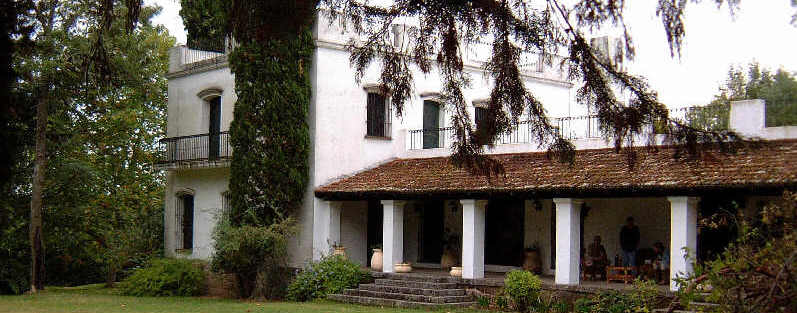
Estancia Parada Arteaga, en el sur de Florida.

### Hidrografía
El departamento cuenta con una importante red hidrográfica, aunque ninguno de sus cursos de agua son navegables. La cuchilla Grande inferior separa las dos cuencas hidrográficas del departamento, ellas son la del río Santa Lucía Grande (al sur) y la del río Yi (al norte). El principal afluente de la cuenca del Santa Lucía Grande es el Santa Lucía Chico (que cruza la capital), que a su vez este último recibe las aguas de los arroyos Talita, el de Cruz y el Pintado; los arroyos Casupá, el Chamizo, el de Arias y el de la Virgen son los restantes tributarios de esta cuenca, vertiendio sus aguas directamente al Santa Lucía Grande. La cuenca del río Yi, tiene como tributarios al Illescas, Timote (por el cual desembocan el Molles del Timote y el Sauce del Timote), Maciel, Mansavillagra, Sarandí, Sauce, del Pescado (por el cual desemboca el Molles del Pescado) y el arroyo Tala de Castro.

### Clima
El clima es clima subtropical húmedo , con un promedio de temperaturas anuales de entre 16 y 19 °C y unas precipitaciones que giran en torno a los 1000 mm. El verano es árido y caluroso, y el invierno bastante frío, lo que, sumado a la abundancia de precipitaciones, cede el paso a una rica pardera de pastos y pajonales, lo que favorece a la economía del departamento, basada en la ganadería vacuna y ovina.
Sobre la misma línea, la crecida de ríos y arroyos a causa de las frecuentes lluvias dificulta su drenaje y navegación, razón por la cual ciudades como la capital u otras de fácil acceso se sitúan mayoritariamente sobre zonas altas.En el invierno de 1991 se registraron nevadas con acumulación en el eje de la ruta 7, principalmente en la zona de Alejandro Gallinal (antiguamente cerro Colorado), pero no es un hecho aislado ni único en la historia del departamento.

### Demografía
Conforme al censo de 2011, había 67 084 —32.953 hombres y 34.095 mujeres — personas y 29 437 viviendas en el departamento. Se estima que para el 2025, la población floridense será de 75 212 habitantes. Por cada 100 mujeres había un total de 96.6 hombres.
- Tasa de crecimiento intercensal: -0.23% (2011)
- Tasa de natalidad: 14,53 nacimientos/1000 personas (2004)
- Tasa de mortalidad: 10,08 bajas/1000 personas
- Población rural: 9101 habitantes. (2011)
- Promedio de edad: 33,2 (31,8 hombres, 34,5 mujeres)
- Ingreso per cápita (2005): 5.127,2 pesos uruguayos
- Esperanza de vida al nacer (2004):

- Población de Florida (habitantes):

1. 1860: 12 170
2. 1908: 45 406
3. 1963: 63 987
4. 1975: 67 129
5. 1985: 66 474
6. 1996: 66 503
7. 2004: 68 181
8. 2011: 67 048

### Economía

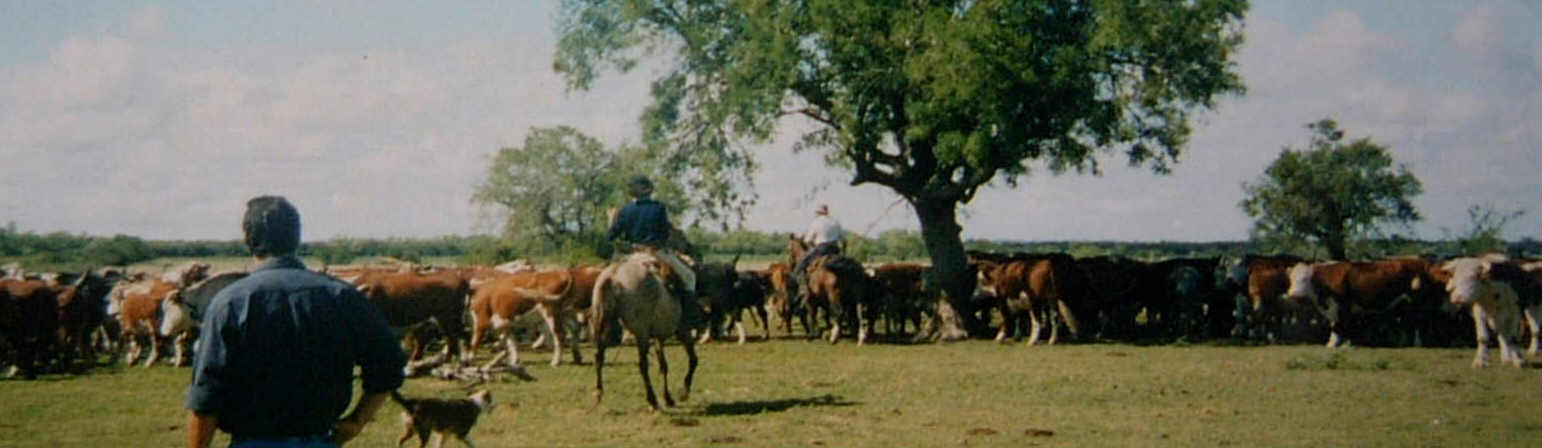
Control de ganado vacuno en un campo de Florida.

Con una tradición agrícola más asentada que en otros departamentos meramente ganaderos, los suelos no favorecen la producción extensiva como sí lo hacen los del litoral, o intensiva, tal es el caso del vecino Canelones. No obstante, Florida se sitúa en la primera posición respecto a los departamentos que emplean fertilizantes. Los principales cultivos son el trigo, la avena, el maíz, el lino y el girasol.
La granja es también considerada una de sus principales virtudes. El departamento contribuye con el 40% de la producción láctea nacional. Existe un yacimiento mineral de hierro a cuestas del arroyo Valentines, al noreste de la capital, en cuyas reservas se estiman unas 19 millones de toneladas con un contenido de 38% de metálico; otra fuente menor se encuentra en los campos de Castro, donde además de hierro se obtienen feldespatos, cuarzo y granito.
La avicultura se practica con menor intensidad, y dispone desde 1964 de una Escuela propia dirigida a estudiantes que hayan culminado estudios secundarios básicos y se dispongan a cursar un bachillerato en esta especialidad.

### Educación
El departamento de Florida no ofrece grandes opciones de educación superior, por lo que la mayoría de los egresados de bachillerato se trasladan a Montevideo para iniciar sus estudios universitarios.
Dentro de las reservadas ofertas educativas, la gran mayoría de las cuales se encuentran en la capital departamental, se destacan las de formación de profesorado y aquellas destinadas a la enseñanza y al aprendizaje de oficios. En otras palabras, podemos encontrar al:
- Instituto de Formación Docente de Florida
- Centro Regional de Profesores del Centro (CERP)
- Universidad del Trabajo de Uruguay (UTU)

## Gobierno
De acuerdo con el artículo 262 de la Constitución de la República, en materia de administración departamental "el Gobierno y Administración de los Departamentos, con excepción de los servicios de seguridad pública, serán ejercidos por una Junta Departamental y un Intendente. Tendrán su sede en la capital de cada departamento e iniciarán sus funciones sesenta días después de su elección."
Además, "el Intendente, con acuerdo de la Junta Departamental, podrá delegar en las autoridades locales el ejercicio de determinados cometidos en sus respectivas circunscripciones territoriales"(...).

### Ejecutivo
La Intendencia municipal es el órgano ejecutivo del departamento. El Intendente es electo de forma directa con cuatro suplentes, por un período de cinco años con posibilidad de reelección.

### Legislativo
La legislatura está ejercida por una Junta Departamental compuesta de 31 ediles, con tres suplentes, que acompañan a las listas electorales y son elegidos de forma democrática. Los ediles son los encargados de proponer reformas municipales, decretos e impuestos, así como cualquier otro proyecto que estimen conveniente coordinar con el Intendente. Estos cumplen la función del Poder Legislativo a nivel departamental.

### Municipios

Los municipios del departamento de Florida a 2020:
1) Municipio de Casupá.
2) Municipio de Fray Marcos.
3) Municipio de Sarandí Grande.
El territorio representado de color gris corresponde al área departamental no municipalizada hasta el momento.

El departamento de Florida cuenta con 3 municipios. Los dos primeros fueron creados por medio de la ley N.º 18.653 del 15 de marzo de 2010 siendo éstos los municipios de Sarandí Grande y Casupá.
El tercer municipio fue creado en 2015 a iniciativa del intendente departamental, este es el municipio de Fray Marcos.
| Mapa | Municipio      | Superficie (km²) | Población (2011) | Sede           |
| ---- | -------------- | ---------------- | ---------------- | -------------- |
|      | Casupá         | 94.7             | 2228             | Casupá         |
|      | Fray Marcos    | 279.4            | 3432             | Fray Marcos    |
|      | Sarandí Grande | 211.5            | 6509             | Sarandí Grande |

## Centros urbanos

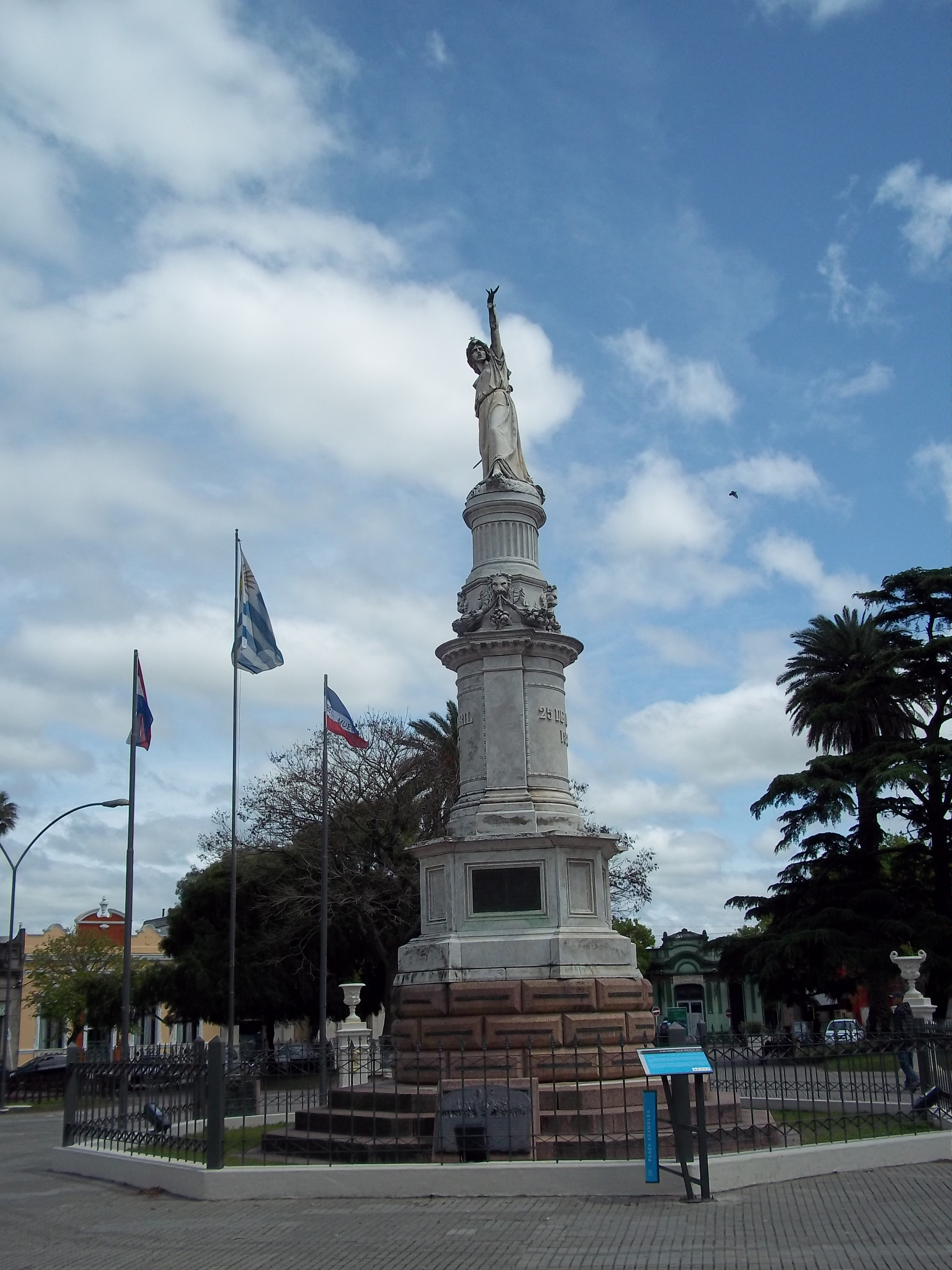
Monumento a la Independencia Nacional en la plaza Asamblea de la ciudad de Florida.

Las únicas dos ciudades del departamento son Florida, su capital departamental, y Sarandí Grande, segunda localidad en cuanto a población.
Los siguientes son pueblos o ciudades con una población de 1000 o más personas (datos del censo del año 2011):
| Ciudad/Pueblo                       | Población |
| ----------------------------------- | --------- |
| Florida                             | 33 640    |
| Sarandí Grande                      | 6130      |
| Casupá                              | 2402      |
| Fray Marcos                         | 2398      |
| 25 de Mayo                          | 1852      |
| 25 de Agosto                        | 1849      |
| Alejandro Gallinal (Cerro Colorado) | 1357      |
| Cardal                              | 1202      |
| Nico Pérez                          | 1030      |

Otras localidades con menos de 1000 habitantes son:
| - Capilla del Sauce (835 hab.) - Mendoza Chico (810 hab.) - La Cruz (747 hab.) - Mendoza (730 hab.) - Chamizo (540 hab.) - Cerro Chato (409 hab.) - Independencia (396 hab.) | - Reboledo (342 hab.) - Goñi (246 hab.) - San Gabriel (172 hab.) - Pintado (Pueblo Barceló) (170 hab) - Berrondo (166 hab.) - Puntas de Maciel (160 hab.) - La Macana (91 hab.) | - Illescas (83 hab.) - Montecoral (51 hab.) - Valentines (45 hab.) - Estación Capilla del Sauce (40 hab.) - Polanco del Yi (38 hab.) - La Fundación (13 hab.) - Ferrer (3 hab.) |

Las localidades de cerro Chato, Illescas y Valentines tiene la peculiaridad de ubicarse sobre el límite con otros departamentos, por lo que su administración en tales casos es compartida con el departamento vecino. Cerro Chato, se ubica en el límite de los departamentos de Florida, Durazno y Treinta y Tres; Valentines en el límite de Florida con Treinta y Tres; e Illescas en el límite con Lavalleja. Por otro lado, la localidad de Nico Pérez si bien se ubica junto al límite con el departamento de Lavalleja, su planta urbana se desarrolla totalmente en el territorio floridense, mientras que del lado de Lavalleja se ubica la localidad de Batlle y Ordóñez.

## Lugares de interés

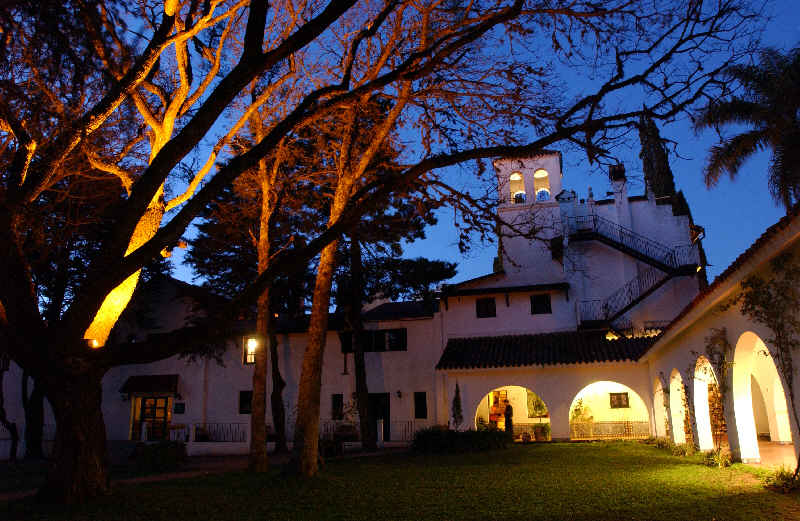
Estancia y hotel de campo San Pedro del Timote

La mayor ciudad del departamento es también su capital, Florida, donde se puede encontrar sitios de interés como la Piedra Alta, lugar de gran trascendencia histórica nacional y regional. En la ciudad también se destacan lugares como la plaza Asamblea, la Catedral Basílica, que es santuario a la Virgen de los Treinta y Tres; la capilla San Cono, santo patrón del departamento, es ampliamente concurrida cada 3 de junio a celebrar el día de San Cono, por peregrinos que llegan desde diversos sectores del país y de áreas circundantes; el parque Robaina y el prado Piedra Alta, entre otros.
En el departamento existen varias estancias dedicadas al turismo rural entre ellas El Ceibo y San Pedro del Timote. Destaca a su vez como centro de atracción el lago de la represa de Paso Severino.

## Personalidades destacadas
- Duvimioso Terra, abogado y político, primer Decano de la Facultad de Derecho de la Universidad de la República.
- Julio Castro Pérez, educador y periodista secuestrado y asesinado por la dictadura cívico-militar.
- Mario Delgado Aparaín (1949-), periodista, escritor y docente, así como uno de los principales narradores de Uruguay.
- Mario Carrero, músico, forma parte del dúo Larbanois & Carrero.
- Pedro Varela (1837-1906), político uruguayo y Presidente interino de la República en 1868. Gobernador Provisorio de 1875 a 1876.
- Wilson Ferreira Aldunate (1919-1988), político uruguayo y principal caudillo civil del Partido Nacional desde la década de 1970 hasta su deceso en 1988.
- Pocho Fernández (1883-?), soldado revolucionario en dos patriadas, defendiendo la divisa blanca.

## Elecciones (Presidenciales/Municipales)
Florida es un departamento con una desarrollada tradición blanca, sin embargo dirigentes colorados y frenteamplistas han conquistado este departamento es el caso de Julio María Sanguinetti del PC y Tabaré Vázquez del EP-FA. 